# Parafia św. Idziego Opata w Chotowie
Parafia św. Idziego Opata w Chotowie – parafia rzymskokatolicka, znajdująca się w archidiecezji częstochowskiej, w dekanacie Mokrsko.

## Galeria

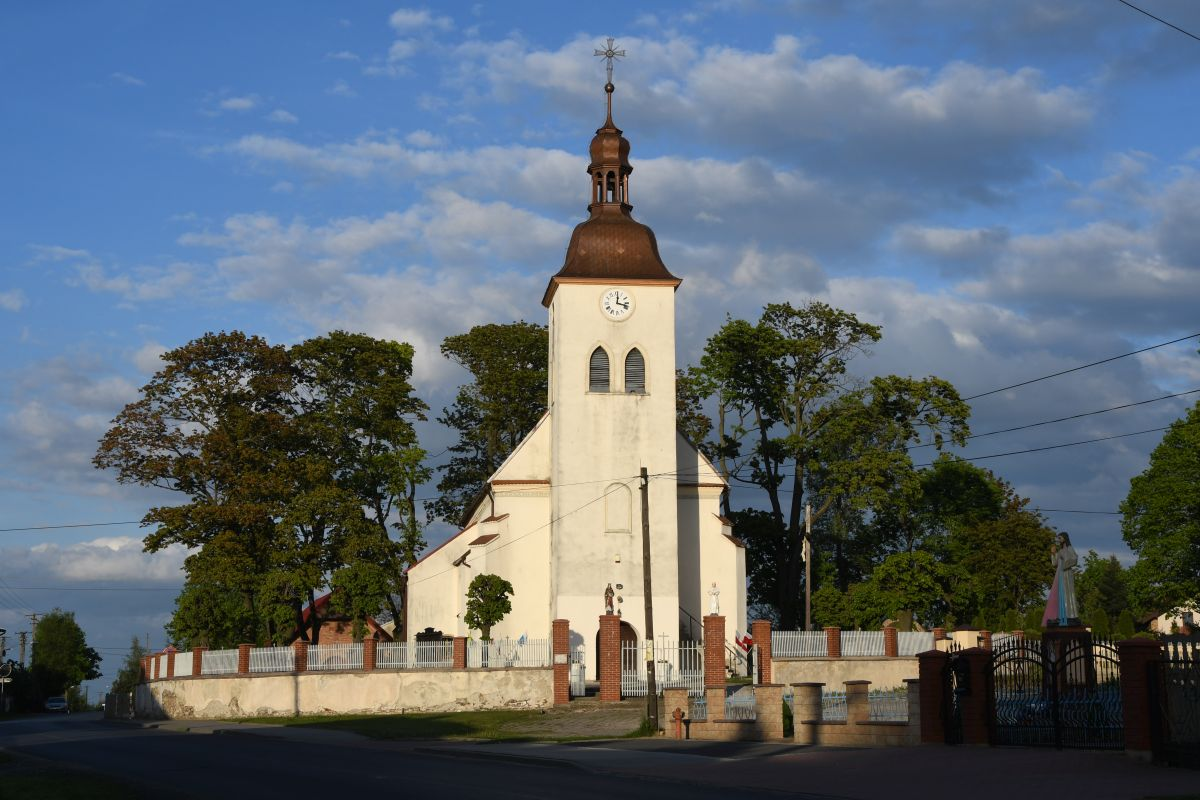
Kościół w Chotowie 2019
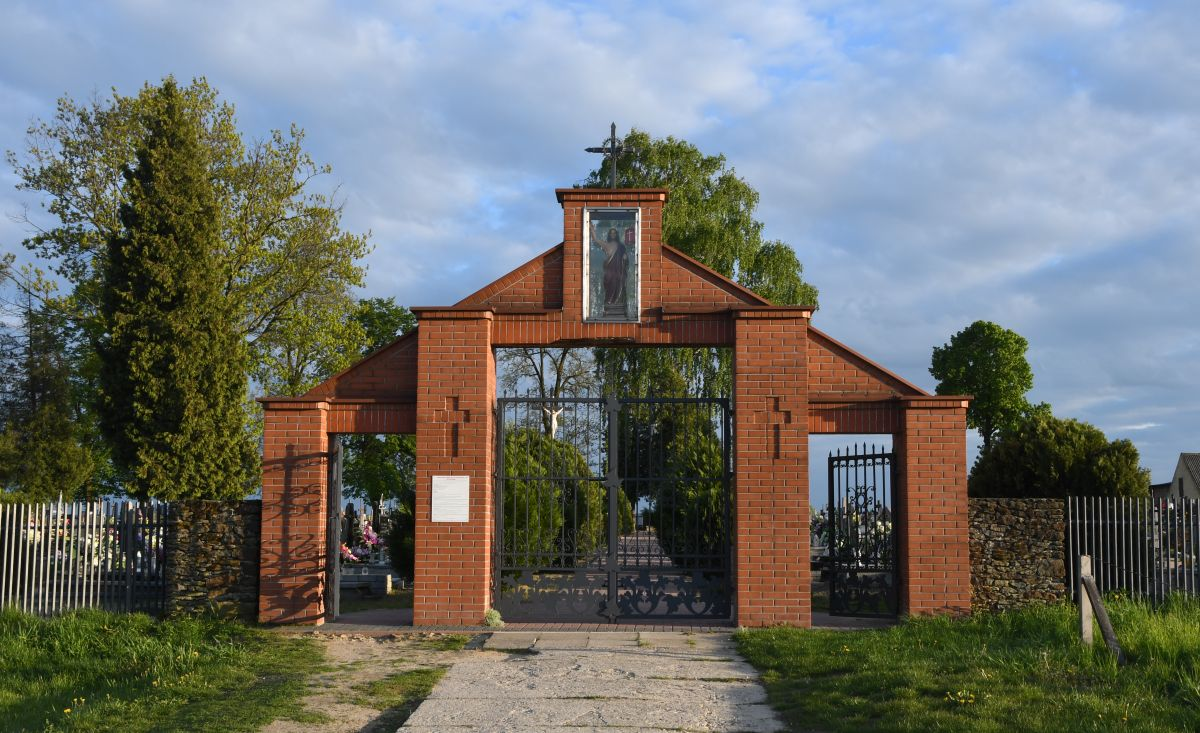
Brama cmentarna w Chotowie 2019
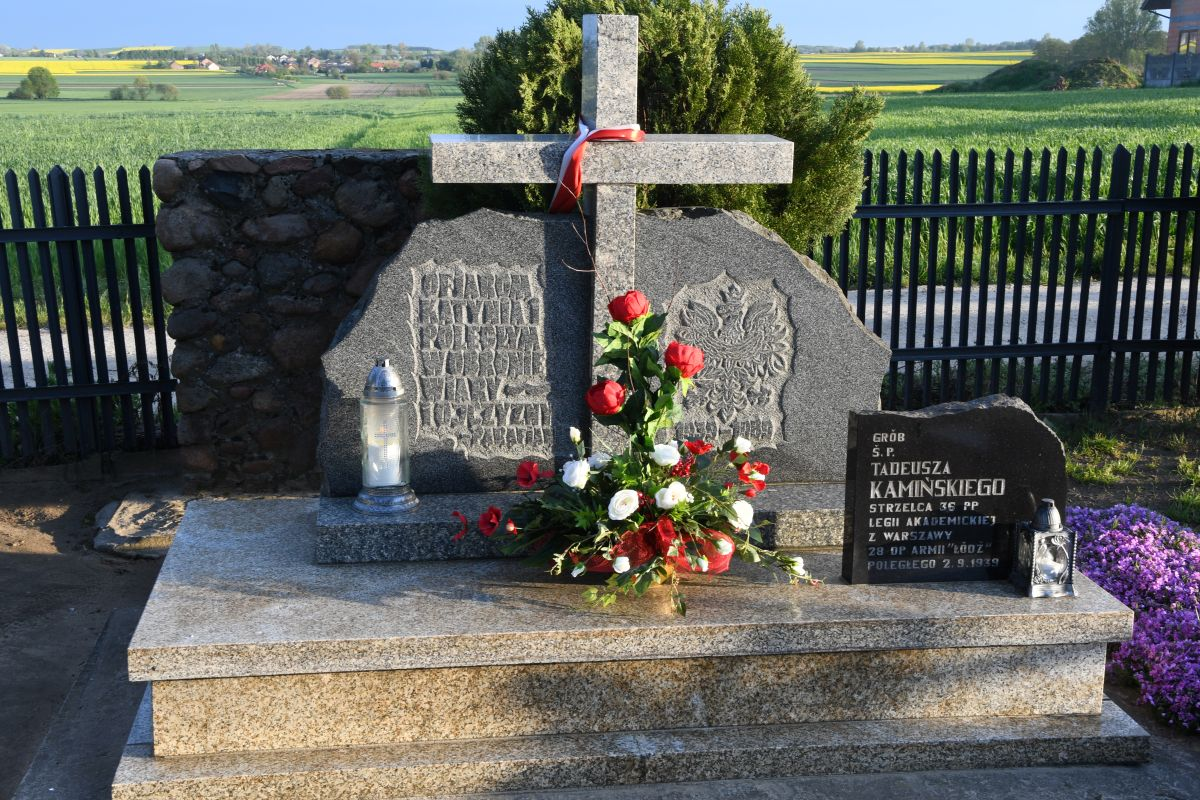
Nagrobek, cmentarz w Chotowie 2019
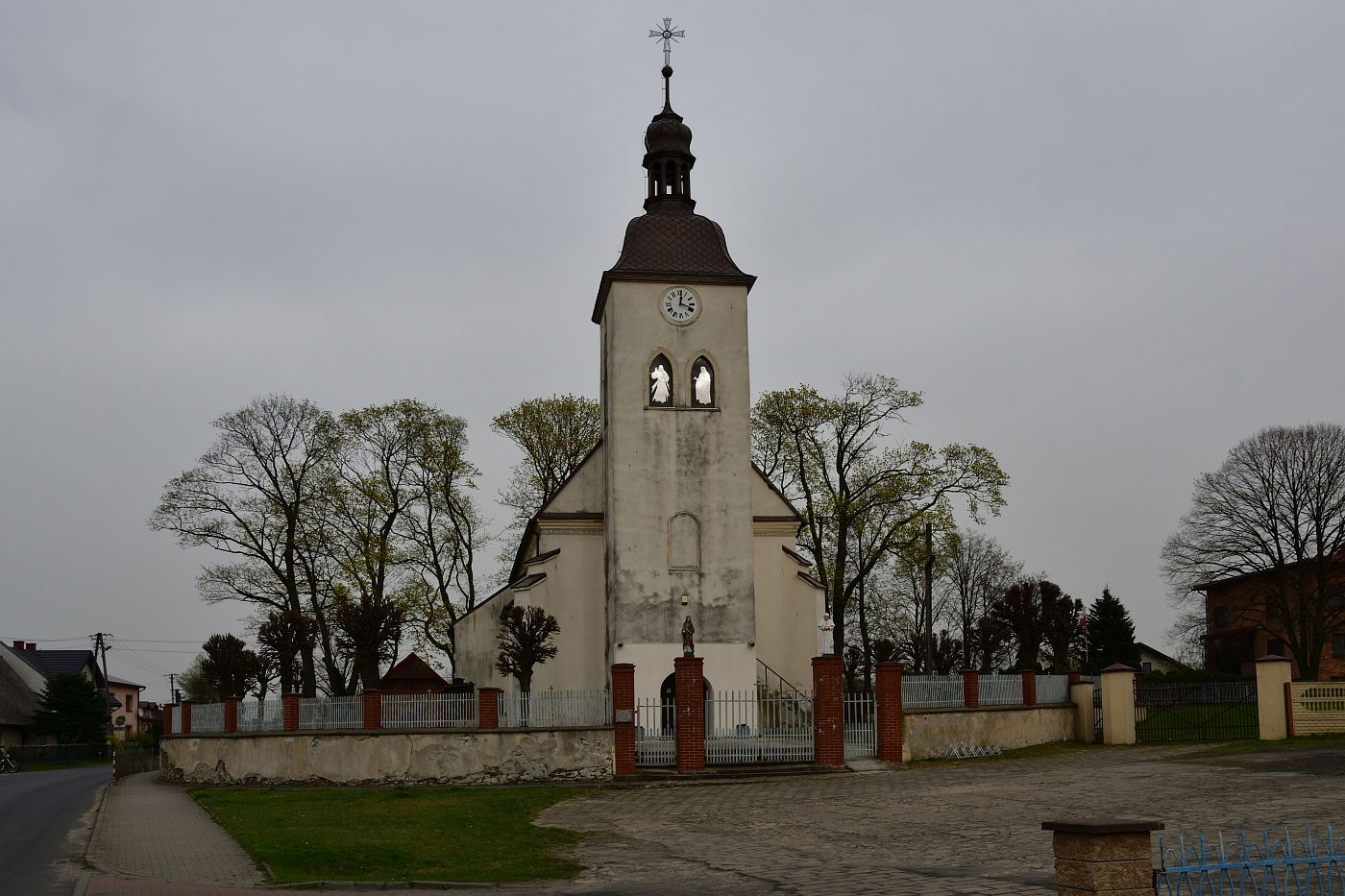
Chotów, kościół 2024